# Heikki Aaltoila
Heikki Johanes Aaltoila (bis 1934 Aalto) (* 11. Dezember 1905 in Hausjärvi, Finnland; † 11. Januar 1992 in Helsinki) war ein finnischer Komponist, Arrangeur, Dirigent, und Musikkritiker. Neben seinem Hauptinstrument Klavier spielte er Kontrabass.

## Leben

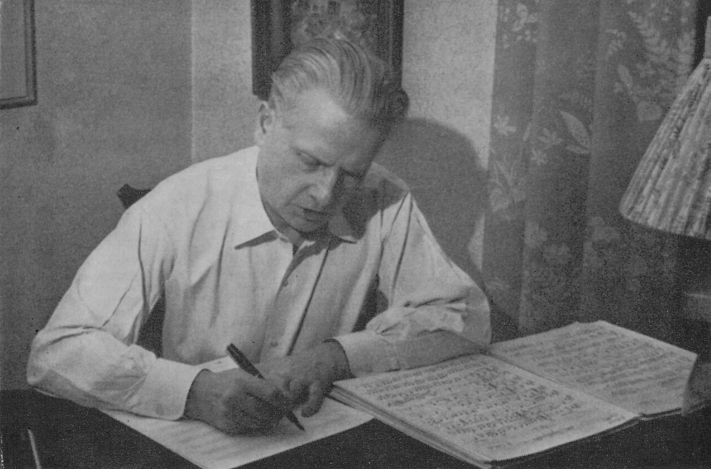
Heikki Aaltoila, vor 1966

Sein Vater war Hugo Aalto. Aalto war auch sein Geburtsname. Die Begeisterung für Musik und Theater erbte Heikki von seinem Vater. Der war Kaufmann und in seiner Freizeit Amateurschauspieler und Musiker. Nach seiner Reifeprüfung 1927 arbeitete Heikki als Tanzmusiker und begleitete als Pianist Filmvorführungen im Kino. Er studierte von 1928 bis 1934 Musik am Helsingfors musikinstitut in Helsinki bei Erkki Melarti, Leevi Madetoja und Ernst Linko und an der Universität bei Ilmari Krohn und Toivo Haapanen. Im Studentenorchester der Universität Helsinki spielte er Kontrabass. Ab 1932 dirigierte er das Orchester der Universität und von 1939 bis 1952 das Studentenorchester des Technologischen Instituts. Von 1934 bis 1973 leitete er das Orchester des Nationaltheaters.  Von 1939 bis 1944 arbeitete er für den Finnischen Rundfunk. Er komponierte, arrangierte und dirigierte die Musik zu ungefähr 150 Theaterstücken. Seine erste Schauspielmusik, die zur Inszenierung von Klaus, Louhikon herra [Klaus, Herr von Louhikon] von Maria Jotuni des Regisseurs Wilho Ilmari (1888–1983), wurde am 30. Oktober 1942 am Nationaltheater aufgeführt. Er dirigierte seine Schauspielmusiken in vielen europäischen Städten wie Stockholm, Göteborg, Kopenhagen, Wien, Budapest, Moskau und Leningrad. Seine Karriere als Filmkomponist begann 1944. Er schrieb für über 70 Filme die Filmmusik, darunter 55 Spielfilme, Kurz- und Dokumentarfilme. Er hatte die Fähigkeit verschiedene Musikstile zu kombinieren, von Renaissance bis zu Jazz, Moderne und Rock. Hier machte er auch viele Experimente. Seine Orchestrierungen sind sehr lebendig. Er war Teil der finnischen Filmindustrie, und da er viele Filme von Edvin Laine vertonte, wurde er auch dessen „Hofkomponist“ genannt. In einigen Filmen trat er als Nebendarsteller auf, meistens beim Musizieren. Von 1971 bis 1978 lehrte er an der Sibelius-Akademie, und von 1943 bis 1986 arbeitete er bei Uusi Suomi [Neues Finnland] und anderen Zeitungen als Musikkritiker.
1949 ließ er sich von seiner ersten Frau Marja Liuhtu, die er 1941 geheiratet hatte, scheiden. Mit seiner zweiten Frau Inkeri Hupli hatte er 3 Kinder.

## Preise und Auszeichnungen
- Zweimal erhielt Aaltoila den Jussi für die beste Filmmusik – 1954 für den Film „Niskavuoren Arne“ und 1956 für „Pastori Jussilainen“.[4]
- Am 6. Dezember 1968 erhielt er die Pro-Finlandia-Medaille

## Werke (Auswahl)
Die Nationalbibliothek Finnland in Helsinki hat eine Liste ihrer umfangreichen Manuskriptsammlung der Werke und Arrangements Aaltoilas veröffentlicht.

### Akselis und Elinas Hochzeitswalzer
Seine berühmteste und populärste Komposition ist ein romantischer Walzer namens „Akselin ja Elinan häävalssi“ [Akselis und Elinas Hochzeitswalzer]. Ursprünglich wurde er für den Film „Täällä Pohjantähden alla“ komponiert. Heute ist es einer der beliebtesten Hochzeitswalzer in Finnland. Von ihm gibt es viele Aufnahmen. Ursprünglich ein Instrumentalstück, wurde er oft arrangiert z. B. als Fassung mit Chor und für Gesangssolisten mit Orchester. Nach neueren musikwissenschaftlichen Untersuchungen basiert er wohl auf dem Walzer Syysruusuja, valse à la russe, op. 4 von Herman Sjöblom aus dem Jahr 1921.

### Filmmusiken und Bühnenmusiken
In der Internet Movie Database findet man eine Aufstellung von 63 Filmen – Kinofilme, Kurzfilme Dokumentarfilme und TV-Filme, zu denen Aaltoila die Filmmusik geschrieben hat. Er vertonte Dramen, Thriller und Komödien. In der Liste der Nationalbibliothek Finnlands sind auch über 100 Theaterstücke mit dem überlieferten Notenmaterial aufgeführt. Darunter befinden sich vor allem Stücke der Weltliteratur, die das Nationaltheater von Ende der 1930er bis Mitte der 1970er aufgeführt hat. Es sind Musiken zu damals aktuellen Stücken wie Endstation Sehnsucht, Die Katze auf dem heißen Blechdach, Andorra, Endspiel und Die Nashörner, aber auch Klassiker wie Romeo und Julia, Was ihr wollt, Macbeth, Faust, Die Räuber und Der eingebildete Kranke. Stücke heute weniger prominenter skandinavischer und osteuropäischer Autoren sind auch darunter.

### Orchestermusik
- Hälläpyörä, Orchesterpartitur; fragmentarisch
- Kylätansseista [Dorftänze], Orchesterpartitur
- Laulu oravasta [Eichhörnchenlied], Orchesterpartitur
- Pieni ankanpoikanen [Kleine Entlein], Thema mit Variationen; Orchesterpartitur fragmentarisch; 1952
- Polifonia, Orchesterpartitur; fragmentarisch
- Poli-Pom, Orchesterpartitur fragmentarisch; 1952
- Rattoraikuja Polilta, Orchesterpartitur fragmentarisch
- Suomen Lions-liiton marssi, Orchesterpartitur fragmentarisch; 1967
- Tango exotico, Orchesterpartitur; fragmentarisch
- Tie Damaskoksen [Der Weg nach Damaskus]  für Oboe, Englischhorn, Klarinette, Baßklarinette, Schlagzeug und Streicher, 1954[9]
- Vaellukset [Wanderungen], Orchesterpartitur; 1973

### Werke für Chor und Orchester
- Janakkalan laulu [Janakkala-Lied]; Orchesterpartitur, Frauenchor fragmentarisch, Männerchor, 1958; Klavierauszug, 1979

### Chormusik
Serenade, Chorpartitur; fragmentarisch

### Lieder
- Kehtolaulu [Wiegenlied], Gesang und Klavier; fragmentarisch 1932
- Juhannus [Hochsommer], Gesang und Klavier
- Kiitoslaulu, [Danklied], Kantate; Gesang und Orgel/Klavier
- Psalmi 23, Gesang und Klavier/Harfe
- Soi, laulu Leijonain [Lied des Löwen], Gesang des Klavier

- Tähtikeinu für Gesang und Klavier, 1931
- Valtamerilaiva, Gesang
- Vapahtaja kutsuu [Der Heiland lädt ein], Gesang und Klavier

### Klaviermusik
- Nocturne

## Einspielungen der Werke Aaltoilas
Obwohl er sehr viel Musik produziert hat, liegen nur wenige Einspielungen vor.

### Hochzeitswalzer
- in: Finnish Orchestral Favorites: Works by Sibelius, Madetoja, Merikanto, etc.; Philharmonische Orchester Turku; Ltg. Jorma Panula; Aufnahme von 1995; Naxos 8.555773
- in: Scandinavian Rhapsody; Philharmonische Orchester Helsinki; Ltg. Leif Segerstam; Ondine ODE8242
- Akselin ja Elinan häävalssi; Ltg. Heikki Aaltoila;  1968; PSO/Finlandia P400

### Andere Stücke
- Akun ja elman sävel; Ltg Heikki Aaltoila; 1968; PSO/Finlandia P400
- Alla kaupungin kattojen [Unter den Dächern der Stadt]; Antti Koskinen; Aufnahme vom 29. April 1948; DECCA sd 5036 (78)
- Koskelan jussin jenkka; Ltg. Heikki Aaltoila;  1968; PSO/Finlandia P400